# Centratore di Rinn
Il centratore di Rinn è un dispositivo utilizzato per scattare radiografie della cavità orale.
Garantiscono l'ortogonalità del fascio rispetto alla pellicola, di modo da evitare distorsioni dovute alla mancata perpendicolarità dei raggi X quand'essi attraversano i tessuti e colpiscono infine la pellicola o il sensore radiografico.
Sui centratori è possibile applicare le impronte prese dai denti del paziente in modo che, ogni volta che questi fanno ritorno in studio, e necessitano di una nuova radiografia, possiamo far riferimento alla precedente.

## Tipologie
I centratori di Rinn possono essere di colore diverso:
- giallo per scattare radiografie periapicali dei denti laterali (molari e premolari)

- blu per scattare radiografie periapicali dei denti anteriori (incisivi e canini)
- rosso per le radiografie "bitewing"
- verde per le radiografie sottodiga